# شركة أناس
شركة أناس . (اختصارًا سابقًا بالإيطالية لـ Azienda Autonoma delle Strade) ، (بالعربية: الشركة الوطنية للطرق المستقلة) هي شركة مملوكة للحكومة الإيطالية تعمل في مجال بناء وصيانة الطرق السريعة الإيطالية (تدار جزئيًا من قبل شركة أطلانتيا من خلال شركتها الفرعية الطرق السريعة الإيطالية ) و كانت الطرق السريعة تحت سيطرة وزارة البنية التحتية والنقل الإيطالية.

## الشركاء
- امتياز أوتوسترادلي يفينيسي مع حكومة فينتو
- امتياز أوتوسترادلي بيدمونت
- امتياز أوتوسترادالي لومباردي
- لاتسيو للطرق السريعة
- أوتوسترادا ديل موليزي

## روابط خارجية
- الموقع الرسمي ANAS باللغة الإيطالية